# Persicaria hispida
Persicaria hispida là một loài thực vật có hoa trong họ Rau răm. Loài này được (Kunth) M.Gómez mô tả khoa học đầu tiên năm 1896.